# Maximilianstil
Als Maximilianstil bezeichnet man den Baustil in Bayern zur Zeit des Königs Maximilian II., der von 1848 bis 1864 regierte.

## Architekturstil
Der Maximilianstil war vom historisierenden Stil der Neugotik beeinflusst. Insbesondere diente auch der englische Perpendicular Style als ein Vorbild. Nicht nur in München, sondern auch in anderen bayerischen Städten sind Bauwerke in diesem Stil ausgeführt. Schon als Kronprinz hatte Maximilian Burgen im neugotischen Stil renovieren oder umbauen lassen, so Schloss Hohenschwangau und das Hambacher Schloss. Damit wandte sich Maximilian gegen den italienisch und griechisch beeinflussten klassizistischen Architekturstil seines Vaters, der seinerseits den Maximilianstil ablehnte und auch nach seiner Abdankung weiterhin klassizistische Bauten in Auftrag gab. Unter der Regierung von Ludwig I. waren nur sehr vereinzelt neugotische Bauten entstanden, so die Mariahilfkirche in der Auer Vorstadt.
Merkmale dieses Stils sind:
- die Skelettbauweise unter Verwendung von Gusseisen,
- die vorherrschende Vertikalität,
- die spitzbogige Arkatur als Leitmotiv,
- die Verkleidung der Fassaden mit Terrakotta,
- der helle, heitere, fast graphische Gesamtcharakter,
- die unterschiedliche Geschosseinteilung von Schauseite und Innenbau.

Hauptvertreter dieses Stils war Georg Friedrich Christian Bürklein, der ab 1851 mit der Maximilianstraße und dem auf der Isarhöhe malerisch platzierten Maximilianeum wichtige Bauwerke schuf.  Aufgrund statischer Probleme durch die Lage des Baues am Isarhochufer wurde allerdings die Fassade des Maximilianeums, die ursprünglich auch im neugotischen Stil der Maximilianstraße geplant war, unter dem Einfluss von Gottfried Semper im Stil der Renaissance mit Rundbögen gestaltet. Auch das neue Zeughaus in München, das ansonsten die Merkmale des Maximilianstils aufweist, entstand ab 1861 im Rundbogenstil.

## Bauten im Maximilianstil (Auswahl)

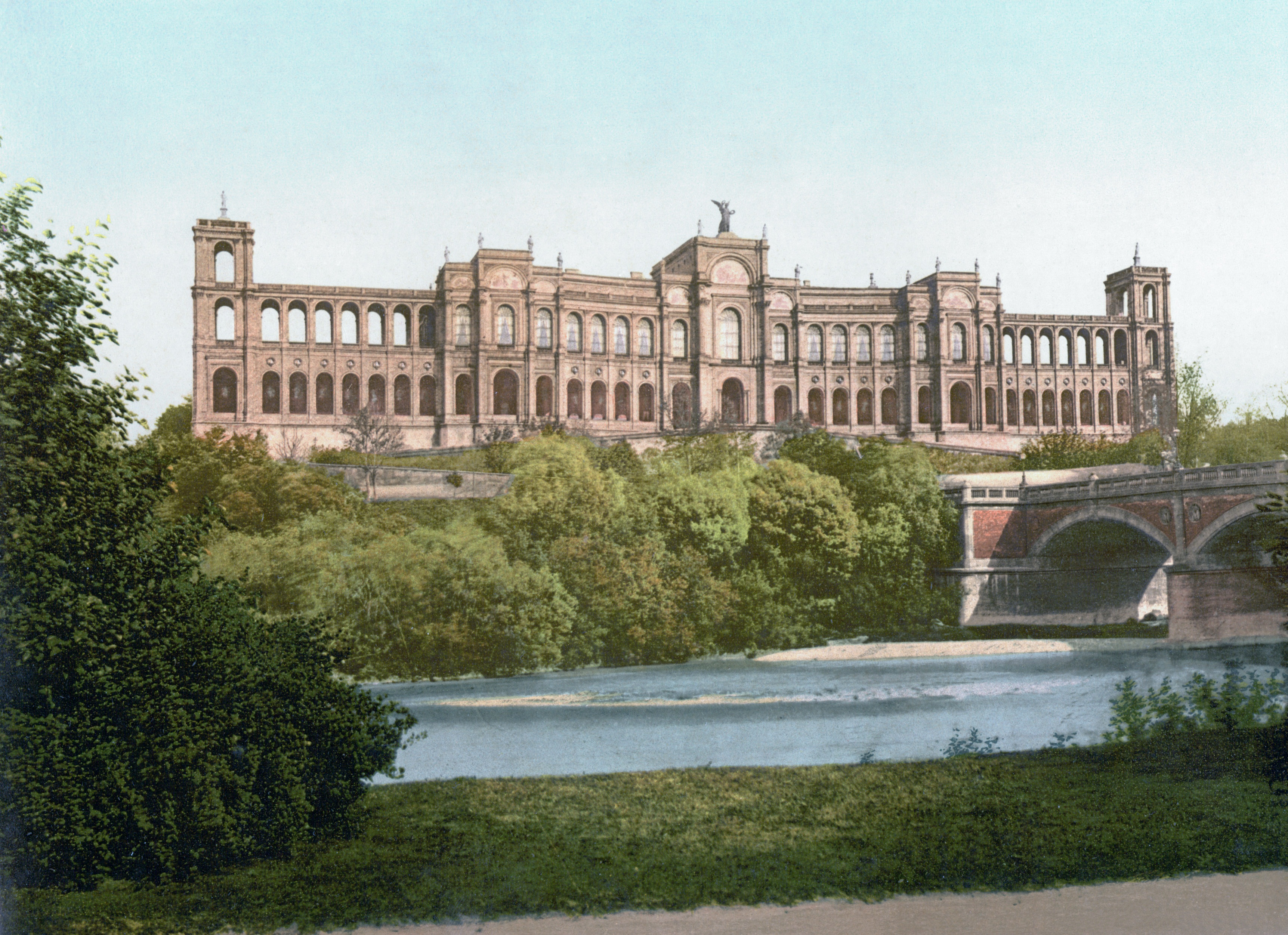
Das Maximilianeum in München auf einer Postkarte vom Ende des 19. Jahrhunderts

- 1843–1848: Wittelsbacher Palais in München, entstanden als Kronprinzenpalais
- 1849–1851: Umbau von Schloss Berg
- 1852–1874: Pfarrkirche St. Johann Baptist in München-Haidhausen
- 1853–1856: Frauengebäranstalt in München
- 1853: Königliche Villa (Berchtesgaden)
- 1853: Königliche Villa, Roseninsel
- 1854–1856: Königliche Villa (Regensburg)
- 1854–1865: Empfangsgebäude der Bahnhöfe Mühlthal, Starnberg, Possenhofen, Feldafing und Tutzing
- 1856–1864: Gebäude der Regierung von Oberbayern und weitere Bauten der Maximilianstraße in München, wie das Hotel Vier Jahreszeiten und das erste Gebäude des Nationalmuseums.
- 1857: Wohnhaus Blum in München
- 1860–1865: Maximilian-II-Kaserne in München
- 1863: Häuser Ohlmüllerstraße 14 und 16 (Mariahilf-Apotheke) in München
- 1863–1865: Beamtenreliktenanstalt in München
- 1866–1886: Heilig-Kreuz-Kirche in München-Giesing
- 1867–1874: Erster Bauabschnitt des Neuen Rathauses in München, das dann in flandrischer Gotik erweitert wurde.